# (8023) Josephwalker
(8023) Josephwalker est un astéroïde de la ceinture principale.

## Description
(8023) Josephwalker est un astéroïde de la ceinture principale. Il fut découvert le 17 février 1991 à Oohira par Takeshi Urata. Il présente une orbite caractérisée par un demi-grand axe de 2,44 UA, une excentricité de 0,13 et une inclinaison de 2,5° par rapport à l'écliptique.

## Compléments